# 青い巨塔
青い巨塔（푸른거탑, プルンゴタプ）は、2012年3月11日から2012年12月2日まで韓国のtvNで放映されたローラーコースターのコーナーで放映され、2013年1月23日からは独立編成されて放映されている。韓国軍の兵営生活をテーマにしたドラマ。

## 出演者

### 主要人物
- イ・ヨンジュ（이용주)
- チェ・ジョンフン（최종훈）
- ベク・ボンギ（백봉기）

| スタブアイコン | サブスタブ | この項目は、まだ閲覧者の調べものの参照としては役立たない、テレビ番組に関連した書きかけの項目です。この項目を加筆・訂正などしてくださる協力者を求めています（P:テレビ/PJ:放送または配信の番組）。 |